# Chlumín
Chlumín (v místním nářečí Klomín) je obec v okrese Mělník ve Středočeském kraji. Rozkládá se asi devět kilometrů jižně od Mělníka a šest kilometrů severozápadně od města Neratovice. Žije zde 497 obyvatel.

## Historie

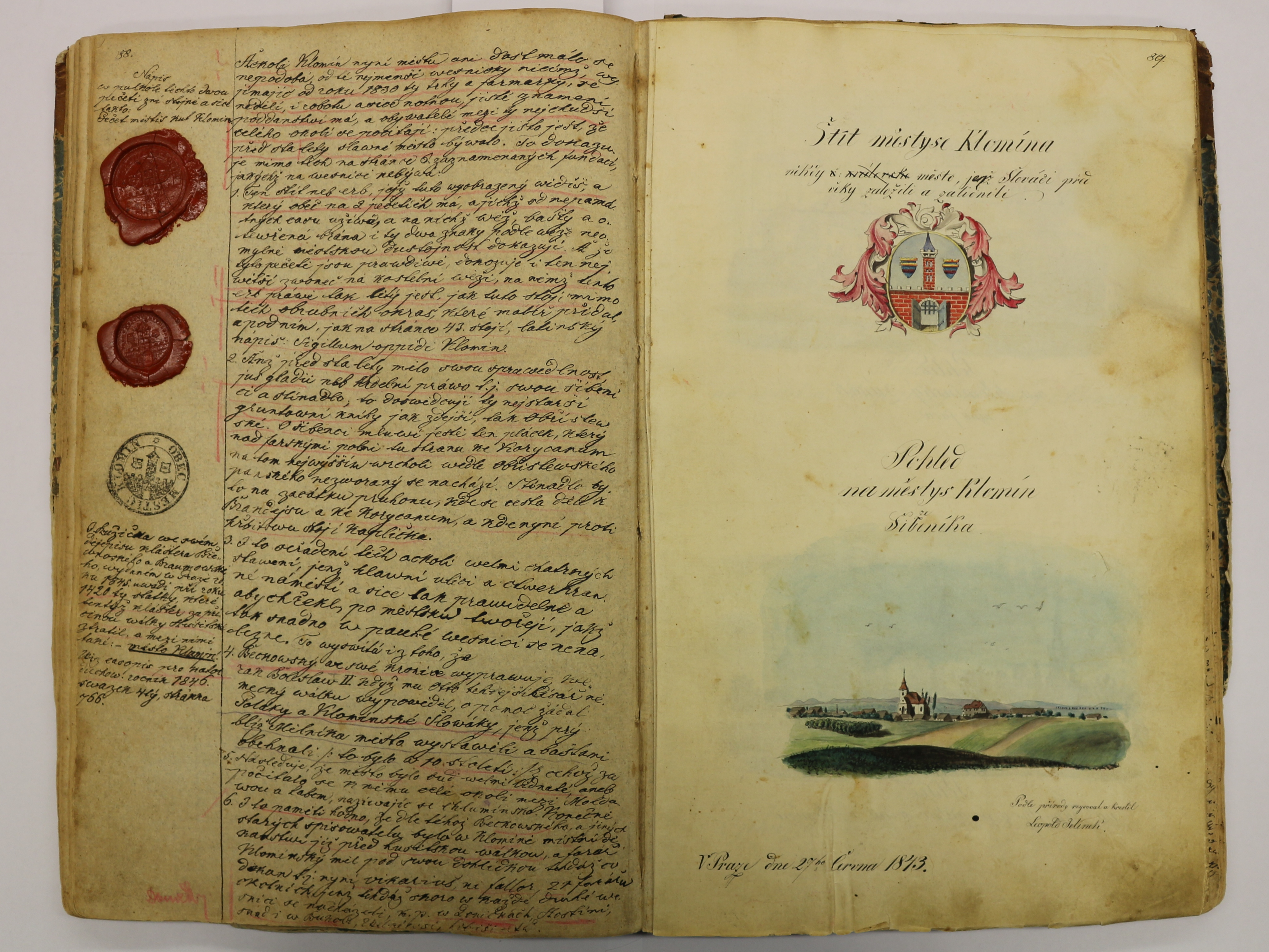
Pamětní kniha farnosti Chlumín z let 1725-1872. (SOkA Mělník)

V první třetině čtrnáctého století byl Chlumín městečkem, které je v letech 1310–1332 uváděno v majetku pražského patricije Mikuláše Velfla. Už tehdy byla jádrem městečka tvrz. Po otcově smrti se jeho synové a vdova Kuna domluvili na rozdělení majetku, přičemž Chlumín připadl bratrům Jakubovi, Janovi a Matějovi. Z počátku drželi městečko společně, ale před rokem 1344 si Velflové rozdělili majetek znovu, takže Matěj s matkou měli Chlumín Joklin dostal z městečka určitý plat a Jan Letňany. Právě roku 1344 Joklin svůj plat z Chlumína odkázal k založení nového oltáře v pražském kostele svatého Havla. Situace nevyhovovala Jakubovi, který proto od bratra Jana koupil Letňany a původní Joklinův plat na ně převedl. Roku 1376 jej však vrátil zpět ke Chlumínu, přičemž ho daroval Hanuši Špíglovi z Milčic.

### Územněsprávní začlenění
Dějiny územněsprávního začleňování zahrnují období od roku 1850 do současnosti. V chronologickém přehledu je uvedena územně administrativní příslušnost obce v roce, kdy ke změně došlo:
- 1850 země česká, kraj Praha, politický i soudní okres Mělník[6]
- 1855 země česká, kraj Praha, soudní okres Mělník
- 1868 země česká, kraj Praha, politický i soudní okres Mělník
- 1939 země česká, Oberlandrat Mělník, politický i soudní okres Mělník[7]
- 1942 země česká, Oberlandrat Praha, politický i soudní okres Mělník[8]
- 1945 země česká, správní i soudní okres Mělník[9]
- 1949 Pražský kraj, okres Mělník[10]
- 1960 Středočeský kraj, okres Mělník
- 2003 Středočeský kraj, okres Mělník, obec s rozšířenou působností Neratovice

### Rok 1932
V městysi Chlumín (603 obyvatel, poštovní úřad, četnická stanice, katolický kostel, společenstvo různých živností) byly v roce 1932 evidovány tyto živnosti a obchody: autobusová doprava, čalouník, výroba holí, dva holiči, tři hostince, knihař, kolář, dva kováři, dva krejčí, obchod s mlékem, čtyři obuvníci, dva obchody s ovocem a zeleninou, dva pekaři, obchod s lahvovým pivem, dva pokrývači, osmnáct rolníků, dva řezníci, šest obchodů se smíšeným zbožím, Spořitelní a záložní spolek pro obce Chlumín, Zálezlice, Kozárovice, Zátvor a Netřebí, 3 švadleny, trafika, truhlář, velkostatek Srb, výkroj kůží, zahradnictví, zámečník.

## Pamětihodnosti
- Zámek Chlumín
- Kostel svaté Maří Magdalény
- Kaplička
- Morový trojiční sloup na návsi z roku 1729, dar vévodkyně Anny Marie Toskánské, dílo Jana Pursche, na podstavci se sochami svatého Prokopa, svatého Eustacha, Maří Magdaleny, ve výklencích svatého Václava, svaté Ludmily a svatého Jana Nepomuckého

## Doprava
Obcí prochází silnice II/101 Brandýs nad Labem – Neratovice – Chlumín – Kralupy nad Vltavou – Kladno a končí v ní silnice II/522 Odolena Voda – Chlumín. Chlumín leží na železniční železniční trati Neratovice – Kralupy nad Vltavou. Jedná se o jednokolejnou celostátní trať, doprava byla zahájena roku 1865.
V roce 2012 v obci měly zastávky příměstské autobusové linky Zálezlice – Neratovice – Praha (v pracovních dnech šest spojů, o víkendech jeden spoj, dopravce Veolia Transport Praha), Mělník – Chlumín – Kralupy nad Vltavou (v pracovních dnech pět spojů, o víkendech čtyři spoje) a Neratovice – Kralupy nad Vltavou (v pracovních dnech devět spojů, dopravci ČSAD Střední Čechy a ČSAD Česká Lípa).
- Železniční doprava – V železniční zastávce Chlumín zastavovalo v pracovních dnech třináct osobních vlaků, o víkendech devět osobních vlaků.

## Galerie

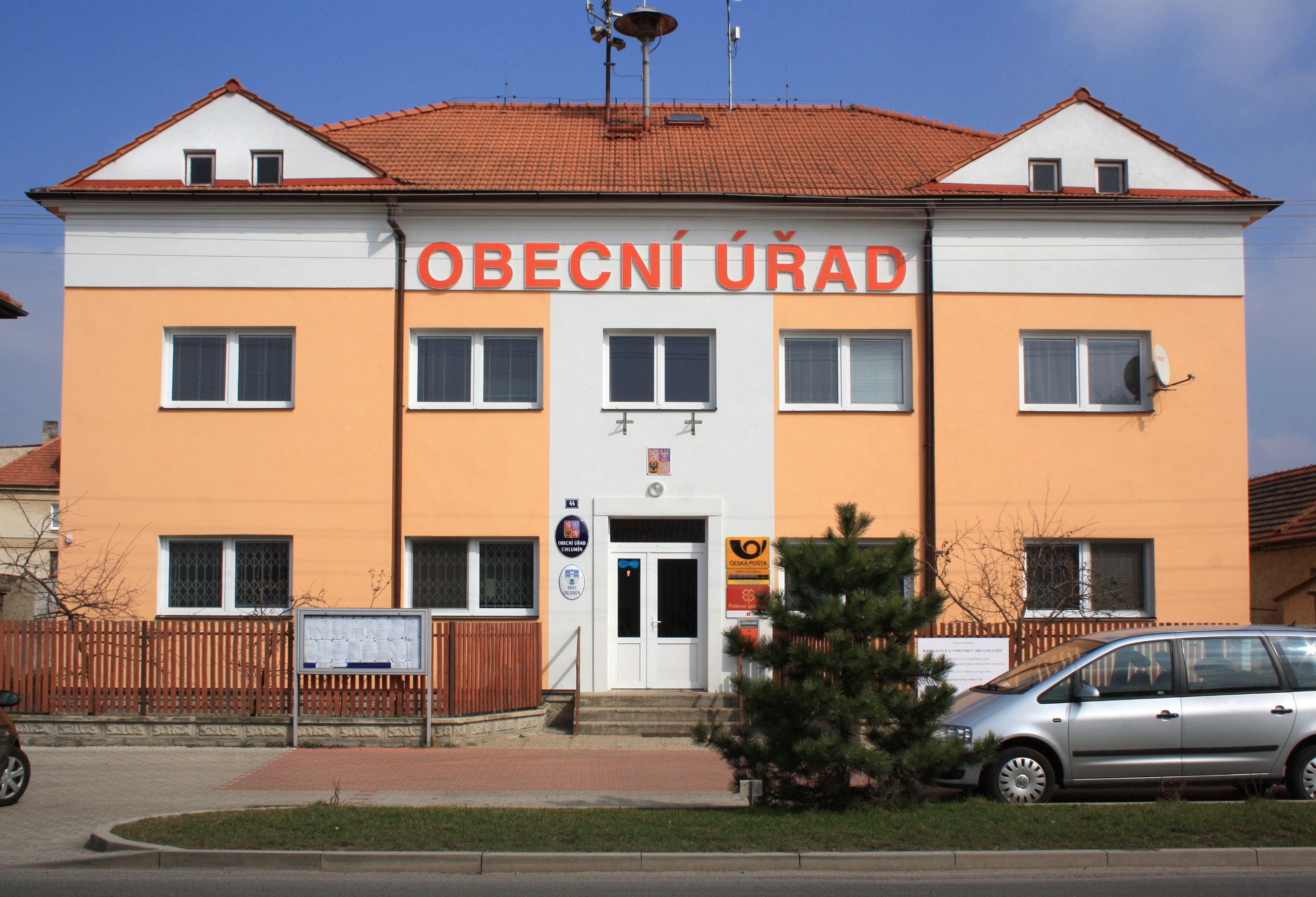
Obecní úřad
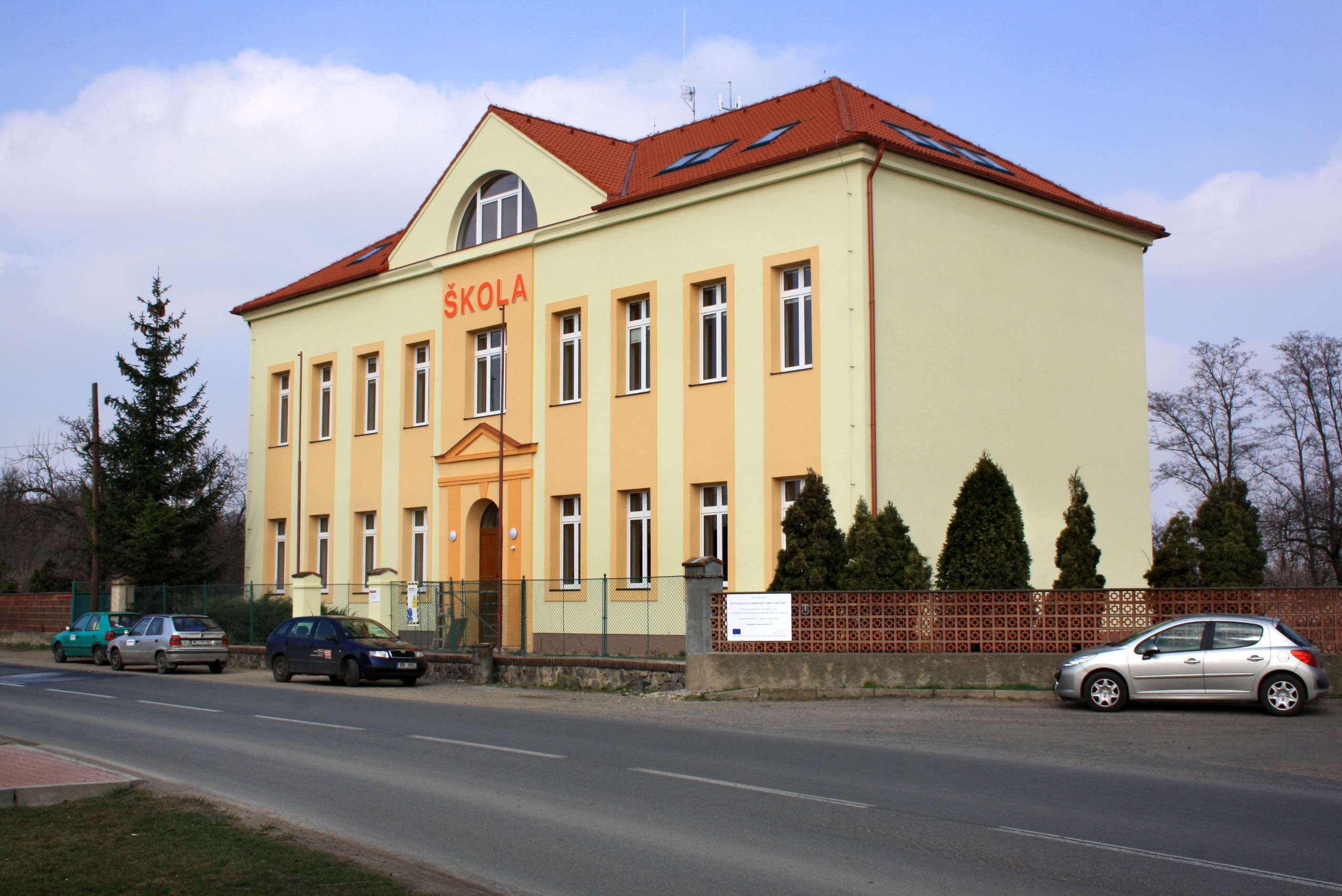
Stará škola
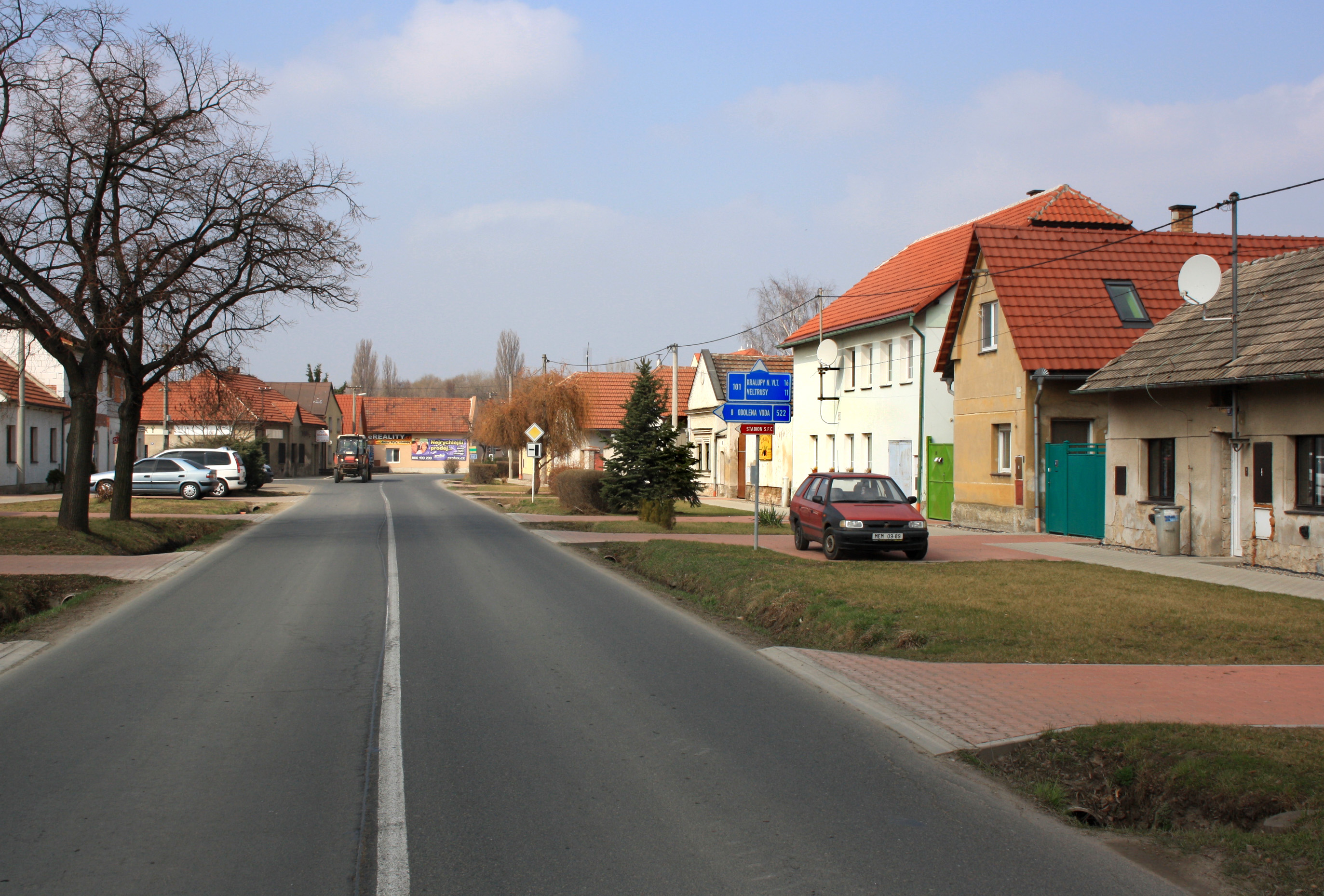
Silnice na Kralupy nad Vltavou
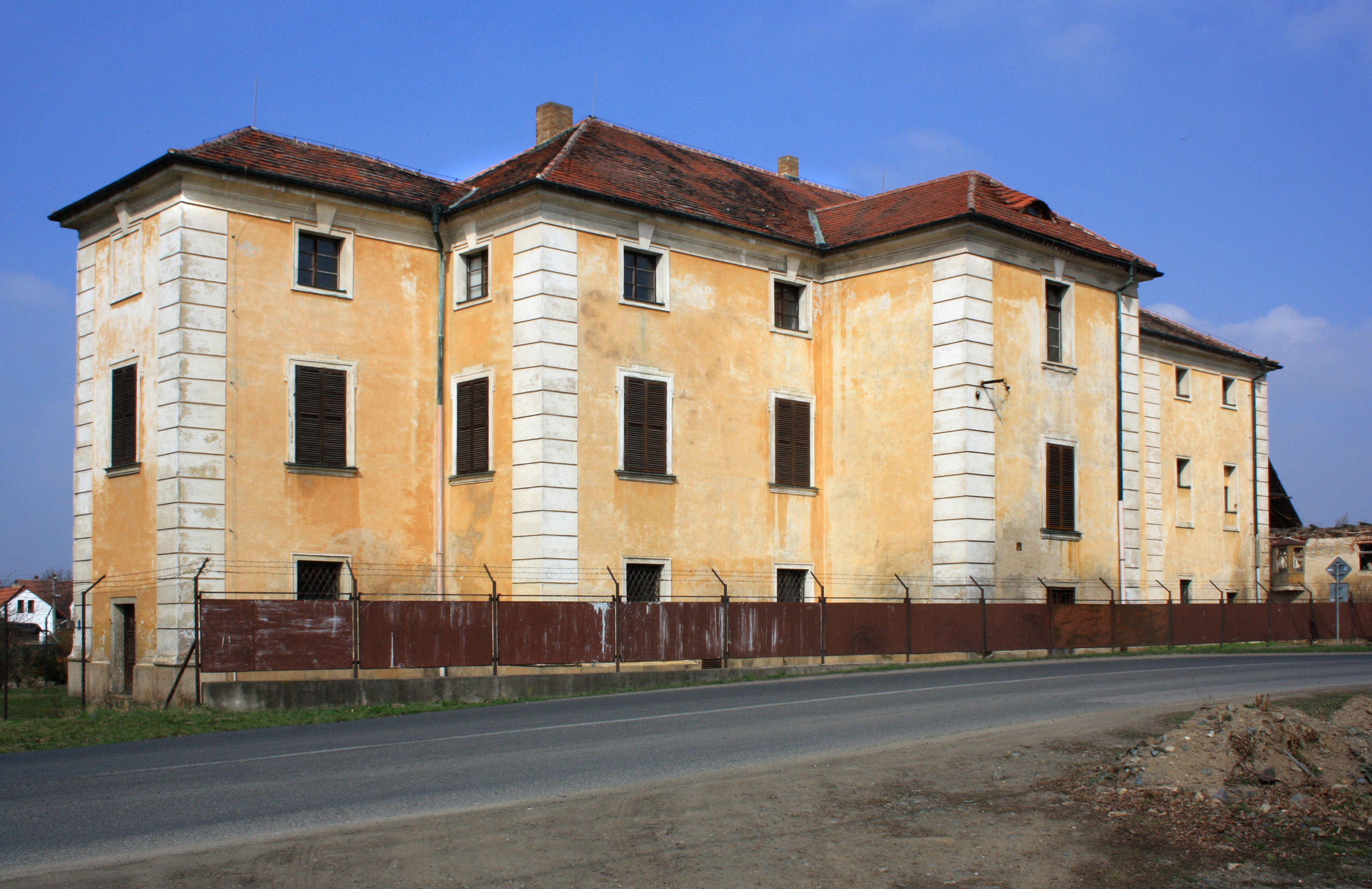
Chátrající rokokový zámek
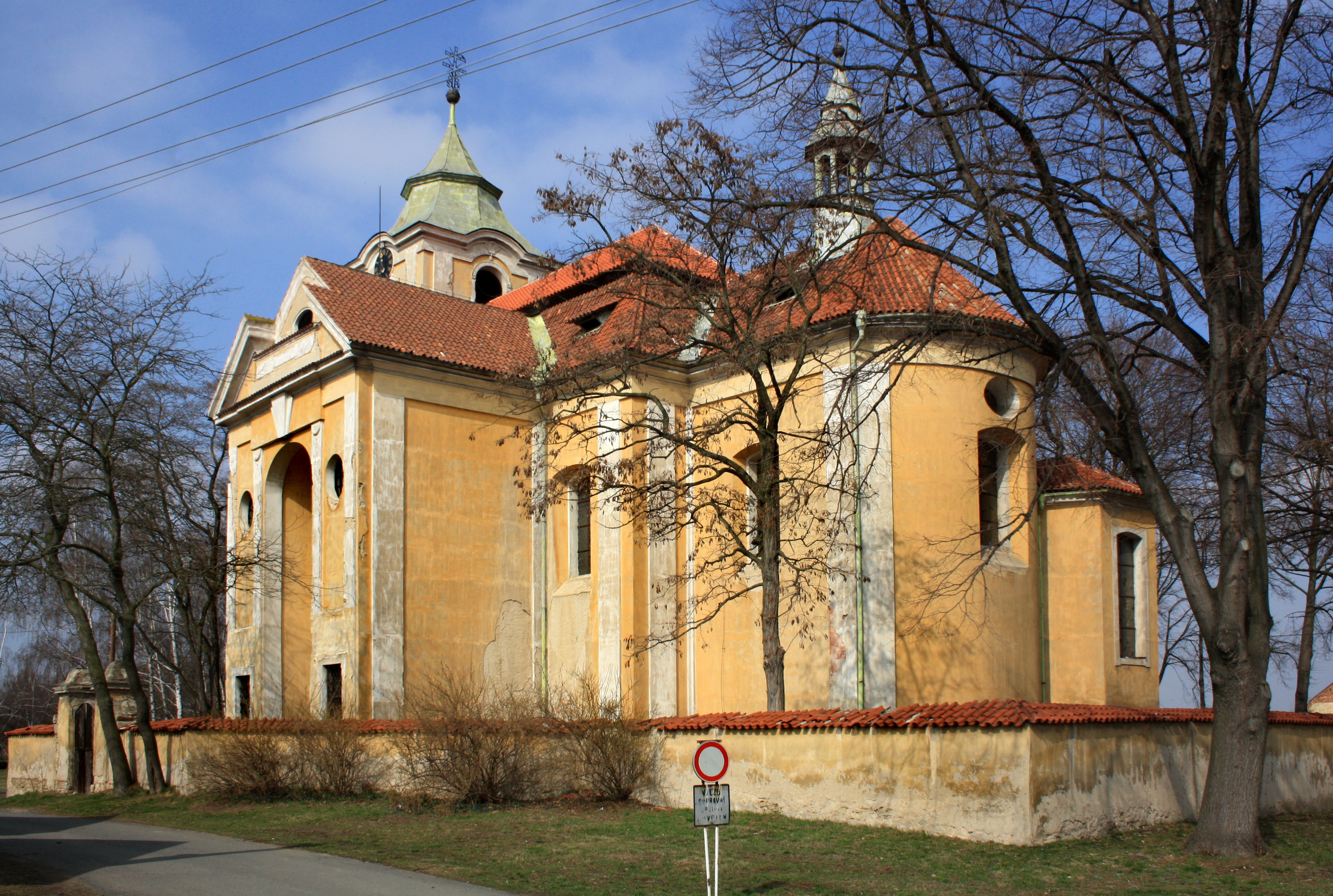
Kostel sv. Maří Magdaleny
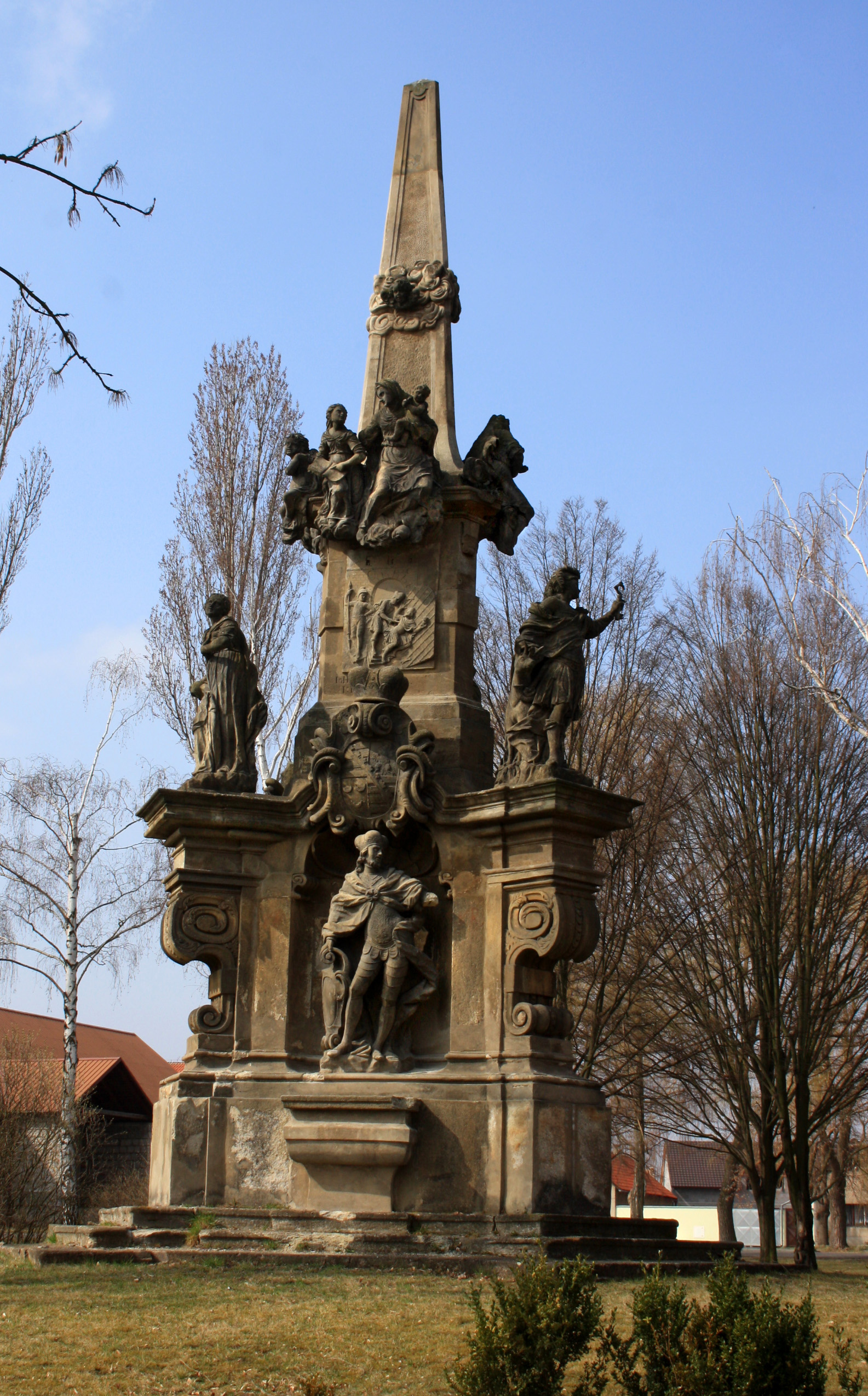
Morový sloup
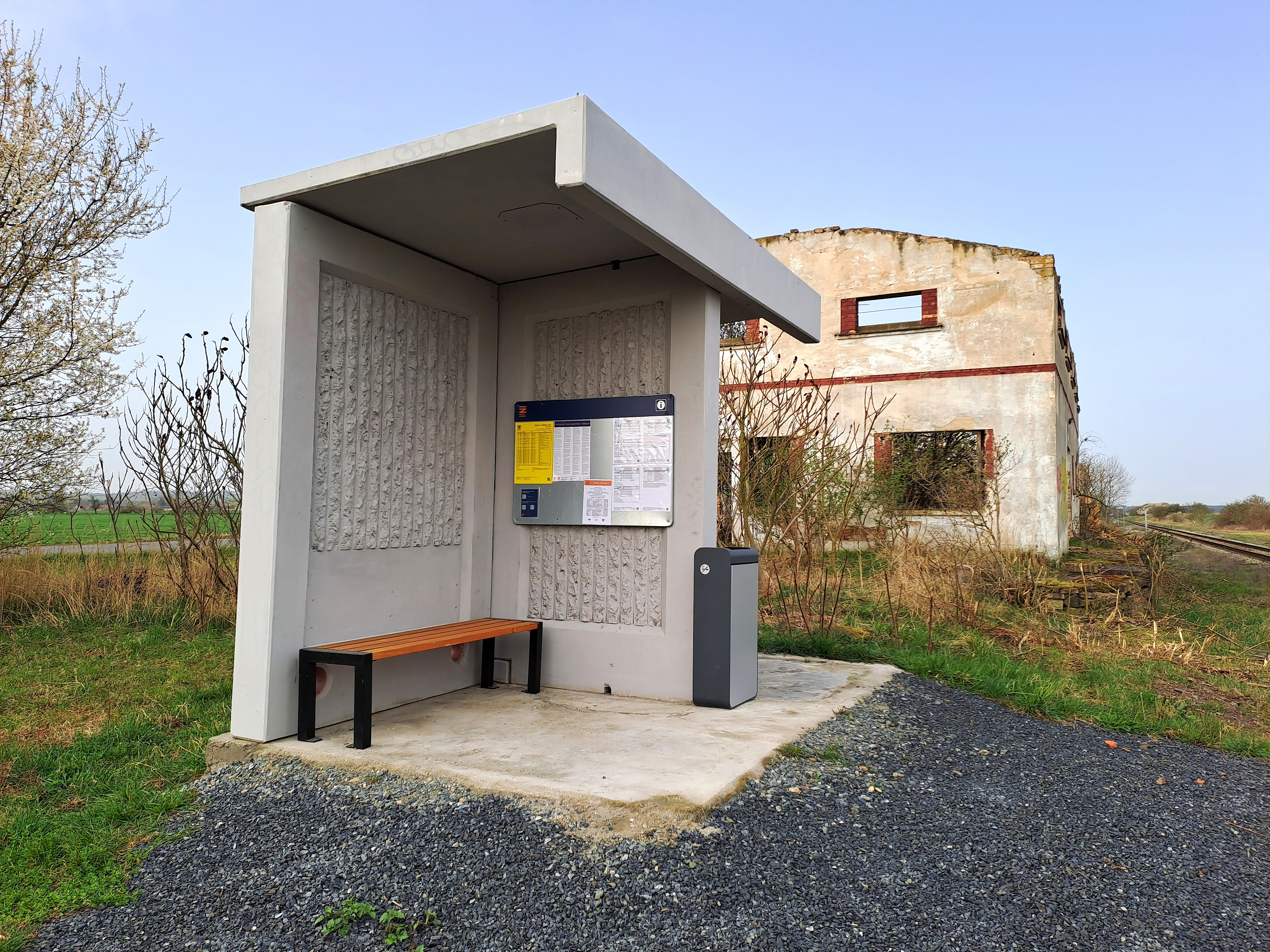
Železniční zastávka Chlumín
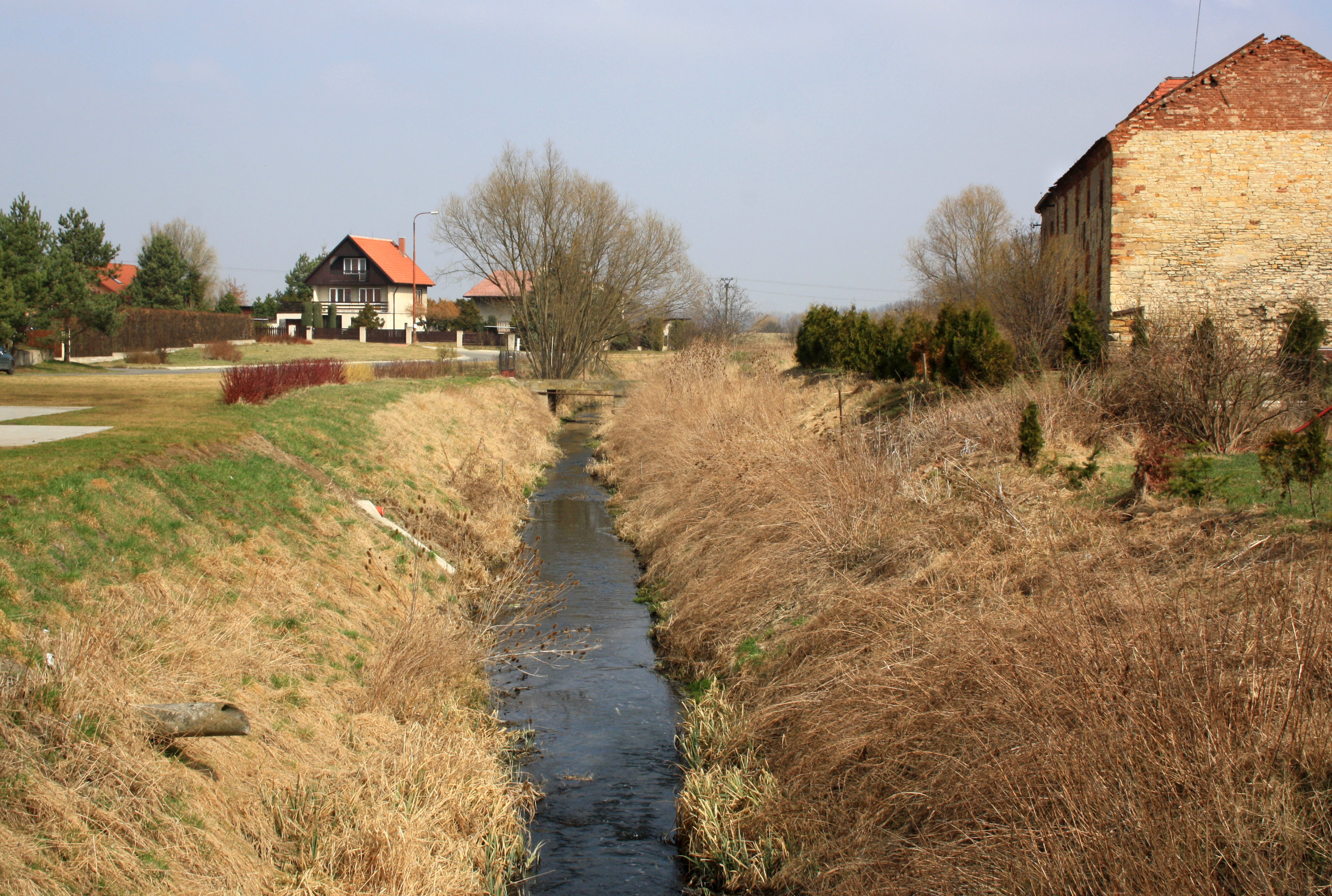
Potok Černávka